# Vester Torup
Vester Torup is een plaats in de Deense regio Noord-Jutland, gemeente Jammerbugt. De plaats telt 294 inwoners (2008).